# Bolesław Antoniewicz
Bolesław Antoniewicz (ur. 1 stycznia 1837 w Dubinie, pow. Rawicz, zm. 16 lutego 1905 w Bninie) – ksiądz, działacz społeczny i niepodległościowy.

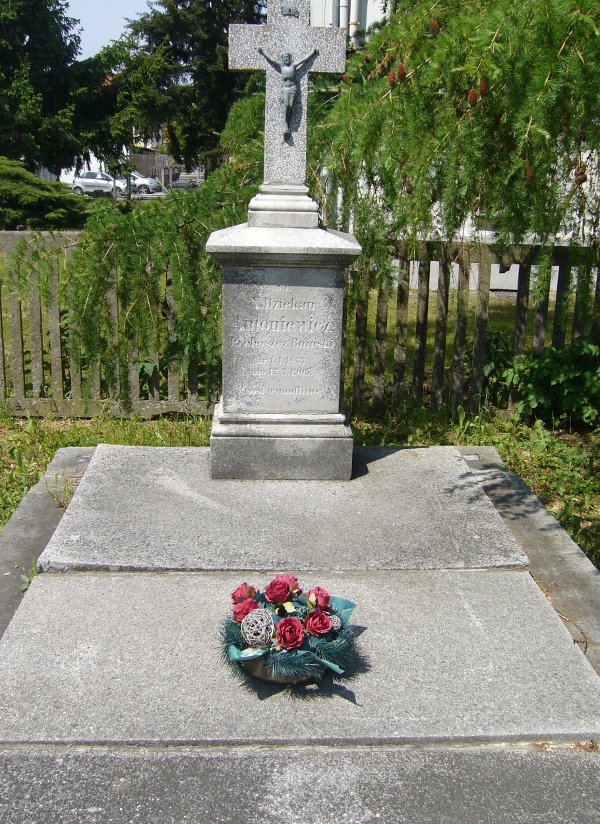
Nagrobek X. Bolesława Antoniewicza w Bninie

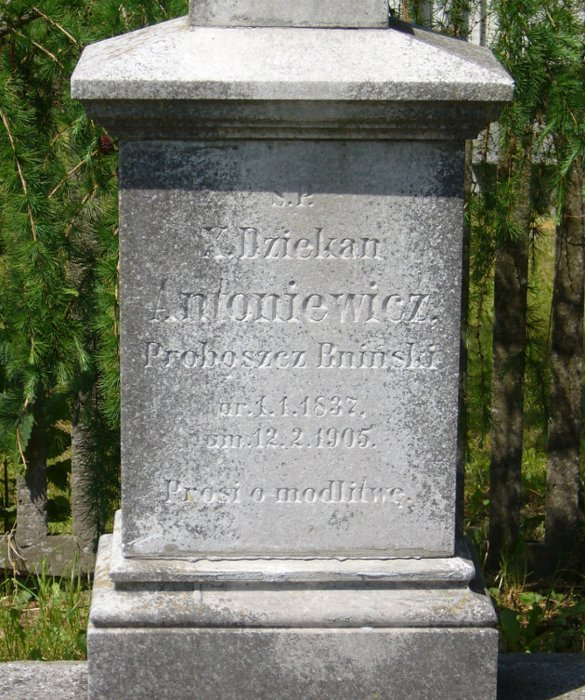
Tablica znajdująca się na nagrobku X. Dziekana Antoniewicza pochowanego na dawnym przykościelnym cmentarzu w Bninie koło Kórnika (obecnie dzielnica Kórnika)

## Życiorys
W 1860 roku ukończył Arcybiskupie Seminarium Duchowne w Gnieźnie i w tymże roku otrzymał święcenia kapłańskie oraz wikariat w Ostrowie Wielkopolskim.
W latach 1865–1868 kierował parafią w Raszkowie. Był także proboszczem w Bninie. W 1886 został mianowany dziekanem średzkim, a w 1897 radcą duchownym. Został pochowany przy nieistniejącym obecnie kościele parafialnym w Bninie.
Był współzałożycielem i akcjonariuszem Kasy Pożyczkowej w Środzie Wielkopolskiej, Spółki Zarobkowej w Bninie, Towarzystwa Pożyczkowego w Kórniku i Banku Związku Spółek Zarobkowych w Poznaniu. 
Należał do Towarzystwa Przyjaciół Nauk, Towarzystwa Naukowej Pomocy dla Młodzieży Wielkiego Księstwa Poznańskiego, Prowincjonalnego Komitetu Wyborczego na Wielkie Księstwo Poznańskie (pełniąc funkcję zastępcy prezesa i prezesa), Katolickiego Towarzystwa Robotników Polskich w Bninie i Rady Generalnej św. Józefa.
Był kapelanem w oddziale powstańczym gen. Edmunda Taczanowskiego. Po odniesionej ranie w rękę zajął się zbieraniem funduszy na uzbrojenie powstańców. Od 1897 r. był członkiem zarządu Towarzystwa Pożyczkowego w Kórniku.